# 이혁발
이혁발(1963년 1월 24일)은 대한민국의 행위 예술가이다. 성에대한 행위 예술과 사진을 내며 2003년에는 작가 본인이 여장을 하고 섹시미미라는 사진전을 열었다. 쉬메일의 번역어로 얌자를 만든 사람이다.